# Anagallis rubricaulis
Anagallis rubricaulis är en viveväxtart som beskrevs av Boj. och Jean Étienne Duby. Anagallis rubricaulis ingår i släktet Anagallis och familjen viveväxter. Inga underarter finns listade i Catalogue of Life.